# Alcalà de Xivert
 (mai 2025).
Si vous disposez d'ouvrages ou d'articles de référence ou si vous connaissez des sites web de qualité traitant du thème abordé ici, merci de compléter l'article en donnant les références utiles à sa vérifiabilité et en les liant à la section « Notes et références ».
 (mai 2025).
Le contenu est difficilement compréhensible vu les erreurs de traduction, qui sont peut-être dues à l'utilisation d'un logiciel de traduction automatique.
Pour les articles homonymes, voir Alcalà.
Alcalà de Xivert, en valencien et officiellement (Alcalá de Chivert en castillan), est une commune d'Espagne de la province de Castellón dans la Communauté valencienne. Elle est située dans la comarque du Baix Maestrat et dans la zone à prédominance linguistique valencienne.

## Géographie

### Localisation
Située entre la Costa del Azahar et el Maestrazgo intérieur, le paysage original d'Alcalà de Xivert est contrasté, composé à la fois de plaines, de montagnes, et de plages et de zones rocheuses du littoral.

Localisation d'Alcalà de Xivert
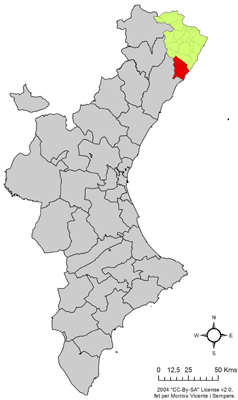
dans la Communauté valencienne.
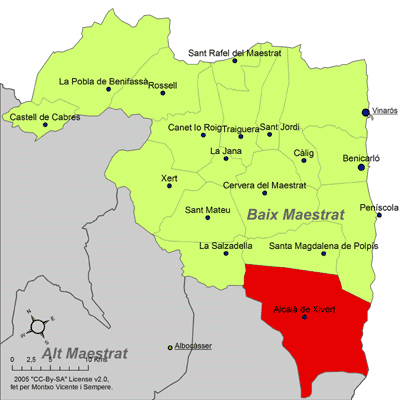
dans la comarque du Baix Maestrat.

### Communes limitrophes
Le territoire de Alcalá de Chivert est voisin des communes suivantes :
Salsadella, Santa Magdalena de Pulpis, Peñíscola, Cuevas de Vinromá, Villanueva de Alcolea, Benlloch et  Torreblanca, toutes dans la province de Castellón.

### Géologie et relief
Son orographie est composée principalement par deux grands systèmes montagneux qui occupent et composent une bonne partie du territoire municipal: la montagne de las Atalayas dans sa portion N.O. avec des hauteurs comme Atalaya Grossa (635 mètres), et la sierra de Irta, parallèle à la mer de même origine, depuis Alcocéber à Peñíscola, formant d'autres ondulations mineures comme la sierra de Chivert qui occupe le centre géographique territorial.

### Hydrographie
Le réseau hydrographique se distingue par une série de barrancos secos (ravins secs) (parmi lesquels il faut noter la rivière Cuevas, également appelée dans sa dernière section San Miguel), et les ramblas (lits) del Mas, Valldancher, Seguer et Estopet parmi les plus importantes. La rivière Cuevas, à son embouchure en mer, forme un delta pierreux et un étang appelé « L'Estany ».

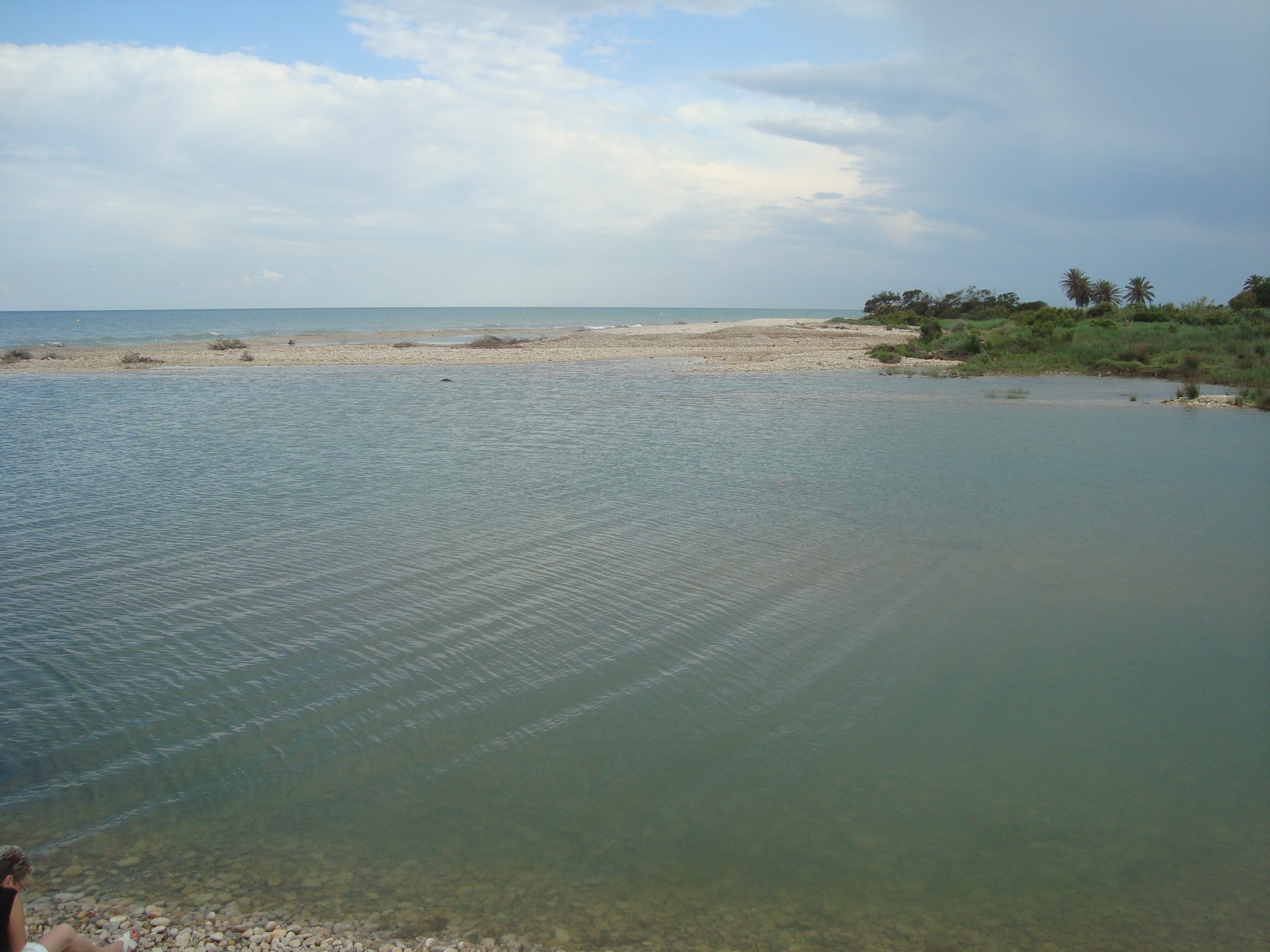
Embouchure de L'Estany.

### Voies de communication et transports
On accède à Alcalá de Chivert depuis Castellón de la Plana en prenant la N-340 ou la AP-7 (sortie Torreblanca/Alcossebre). Alcalá de Chivert possède une gare située sur la Ligne 7 (Regional País Valencià) de Media Distancia Renfe.

### Hameaux
Sur le territoire de Alcalá de Chivert, on trouve les hameaux:
| Nom (en castillan) | Nom (en valencien) | Habitants en 2008 |
| ------------------ | ------------------ | ----------------- |
| Alcalá de Chivert  | Alcalà de Xivert   | 3 971             |
| Alcoceber          | Alcossebre         | 2 151             |
| Cap i Corb         | Capicorb           | 260               |
| Las Fuentes        | Les Fonts          | 1 502             |

## Histoire
De nombreuses découvertes archéologiques permettent d'affirmer la présence humaine sur le territoire de Alcalá de Chivert depuis de l'antiquité. Une industrie lithique épipaléolithique, autour de 9000 av. J.-C., a été trouvée dans la grotte dels Diablets, ainsi que de la céramique du Néolithique médian et une industrie lithique du Néolithique final. Du Néolithique on a trouvé des restes céramiques dans la Grotte de la Torrera. On constate la présence de matériaux apportés par les peuples commerçants, comme un scarabée égyptien dans la nécropole de la Solivella, ainsi que de la céramique punique et grecque en divers gisements.
De l'époque ibérique, on trouve d'abondants restes archéologiques: groupes d'habitations comme El Palau et El Tossalet, nécropole comme La Solivella, le gisement le plus important de cette période, et El baixador d'Alcossebre, pierres portant des inscriptions, restes de céramiques et métaux à El Corral de Royo, Pulpis, Irta et Xivert, monnaies à Regalfarí, Alcalá et Xivert, et tombes dispersées à Capicorp, Palaba et Alcossebre, qui démontrent un réseau dense de peuplement à cette époque.
La romanisation se constate par la présence de pierres funéraires à el Corral de Royo, Corral Blanc et Almedixer, et par la voie qui du nord au sud, traversait le territoire par la plaine de Alcalá.
Les vestiges médiévaux les plus anciens sont ceux de la forteresse musulmane de Chivert, dont les murailles de circonvallation du noyau urbain (Xe – XIIe siècles) accueillent l'œuvre des Templiers (XIIIe siècle). Après la reconquête, l'Ordre du Temple, organisa le territoire du bailliage de Xivert avec la concession de chartes de repeuplement (Carta Puebla) à la population musulmane en 1234, aux nouveaux établissements chrétiens de Alcalá (1251); Alcocéber (1261); Almedíjar et Castellnovo (1261). Parmi ceux-ci rapidement s'est détachée Alcalá, qui se transforma en chef-lieu de la commanderie. À la dissolution de l'Ordre du Temple, le nouvel Ordre de Montesa l'incorpora au Maestrazgo.
À l'époque moderne, une série d'attaques s'abattirent sur la population: le quartier maure de Alcalá de Chivert fut saccagé par Estellés en 1521; en 1547, une attaque de pirates barbaresques est repoussée par la population de Alcalá, ainsi qu'une autre sur la tour de vigie de Cap i Corp en 1586. Une fois réunie la Commanderie à la Couronne en 1592, et après l'expulsion des Morisques, on essaya de repeupler le château de Chivert, ce qui échoua, et on dut réunir celui-ci, ainsi que Santa Magdalena de Pulpis, à Alcalá en 1632. Alcocebre, qui avait obtenu sa seconde charte de repeuplement en 1330, fut incorporée en 1663.
Au XIXe siècle eut lieu la séparation de Santa Magdalena de Pulpis et la grande croissance de la population qui passa de 800 personnes au temps de Cavanilles, à plus de 6 000 habitants en 1900. Au XIXe siècle, elle s'engagea en première ligne en faveur la cause carliste, (on notera tout spécialement pendant la troisième guerre, Pasqual Cucala), raison pour laquelle la ville fut durement réprimée, après la victoire libérale. Au XXe siècle, après les désastres de la guerre civile, elle se vit s'enfoncer dans une régression économique, favorisée au surplus par son agriculture de zone sèche, situation qui fut modifiée sensiblement depuis les années 1970 par l'extension de l'irrigation et l'essor du tourisme sur la côte de Alcocebre et Cap i Corp.
Le 30 août 1905, Alcalà de Xivert est le lieu de rendez-vous de scientifiques du monde entier pour observer une éclipse solaire totale visible à son maximum du littoral du Maghreb jusqu'au nord-est de l'Espagne.

## Politique et administration

### Liste des maires
| Liste des maires |                                                            |             |         |
| Période          | Identité                                                   | Parti       | Qualité |
| 1979-1983        | Juan Castillo Ibáñez                                       | PSOE        | -       |
| 1983-1987        | Joaquín Puig Almela Daniel Durá Cherta Juan García Barceló | CDS PSOE AP | -       |
| 1987-1991        | Juan García Barceló                                        | AP          | -       |
| 1991-1995        | Rafael Segarra Calduch                                     | PSPV-PSOE   | -       |
| 1995-1999        | Francisco Juan Mars                                        | PP          | -       |
| 1999-2003        | Francisco Juan Mars                                        | PP          | -       |
| 2003-2007        | Isabel Soriano Barceló                                     | PSPV-PSOE   | -       |
| 2007-2011        | Francisco Juan Mars                                        | PP          | -       |
| 2011-2015        | Francisco Juan Mars                                        | PP          | -       |
| 2015-2019        | Francisco Juan Mars                                        | PP          | -       |
| 2019-            | Francisco Juan Mars                                        | PP          | -       |

### Jumelages
- Forcalquier (France) depuis 2012

## Population et société

### Démographie
| 1900  | 1910  | 1920  | 1930  | 1940  | 1950  | 1960  | 1970  | 1981  |
| ----- | ----- | ----- | ----- | ----- | ----- | ----- | ----- | ----- |
| 6 293 | 6 198 | 5 855 | 5 499 | 4 811 | 4 740 | 4 394 | 4 314 | 4 580 |

| 1991  | 1995  | 2000  | 2003  | 2005  | 2009  | 2013  | - | - |
| ----- | ----- | ----- | ----- | ----- | ----- | ----- | - | - |
| 4 779 | 5 030 | 5 456 | 6 324 | 6 752 | 7 926 | 8 208 | - | - |

### Manifestations locales et festivités
- Saint Antoine le Grand. La veille de la fête du saint (17 janvier), on allume un grand feu surmonté par un mannequin qui représente le démon. Parmi les manifestations, notons la procession à laquelle participent toutes les montures et autres animaux qui doivent être bénis. Chevaux harnachés, chars ornés, enfants avec des costumes typiques, la musique de la "dolçaina i el tabalet", composent un défilé très coloré.
- Carnaval. Les bals déguisés, les défilés d'enfants et d'adultes, et l'enterrement de la sardine sont les manifestations les plus représentatives.
- Saint Pierre de Vérone. Autour du 29 avril se célèbrent les fêtes des célibataires de la localité. Fêtes joyeuses et vives qui voient le lâcher de vachettes dans les rues.
- Mare de Déu dels Desemparats. Patronne de la ville (mai). Procession, le second dimanche du mois et le suivant.
- Feux de la Saint Jean. Coïncidant avec le solstice d'été, le jour le plus long de l'année (24 juin), on célèbre la fête de San Juan. Le rite du feu voit les habitants allumer des feux de joie et brûler des rebuts domestiques.
- Fiestas Patronales. En l'honneur de San Juan Bautista y el Sagrado Corazón de Jesús; elles se déroulent pendant les derniers jours d'août, à Alcalá, et pendant les premiers jours de septembre, à Alcocebre. Les manifestations sont centrées sur la coutume ancestrale des toros et sont accompagnées par un programme complet d'activités culturelles, ludiques et artistiques.
- Moros y Cristianos. Dernier week-end du mois de septembre, autour de la fête de San Miguel. Elle rappelle la vieille image des affrontements entre deux peuples aux religions différentes et leur cohabitation ultérieure. Notons les défilés et les représentations scéniques.
- Sainte Lucie. 13 décembre. Il s'agit d'un pèlerinage typique et fête religieuse auxquels participent tant les gens venant de Alcalá et Alcocebre que ceux des autres lieux de la comarque. La fête commence la veille, quand les personnes âgées et les groupes de jeunes se réunissent la nuit, autour de nombreux feux, pour passer la veillée.
- Saint Antoine à Cap i Corb. Fête populaire et participative (août), pendant laquelle l'Association des Habitants de Cap i Corb organise des activités ludiques.

## Économie
L'industrie est représentée par la construction de meubles et ses dérivés, fabriques de vêtements, dépôts de matériaux de construction, ateliers d'armatures métalliques, menuiseries, réparation automobiles, moulins à huile, ainsi que divers magasins de fruits locaux où ils sont traités, conditionnés et commercialisés. Également le secteur de la construction a progressé beaucoup, figurant parmi les premières industries locales.
Les excellentes plages de son littoral amènent un fort développement du secteur touristique.

## Sites et monuments

### Monuments religieux
- Église Saint Jean-Batiste.

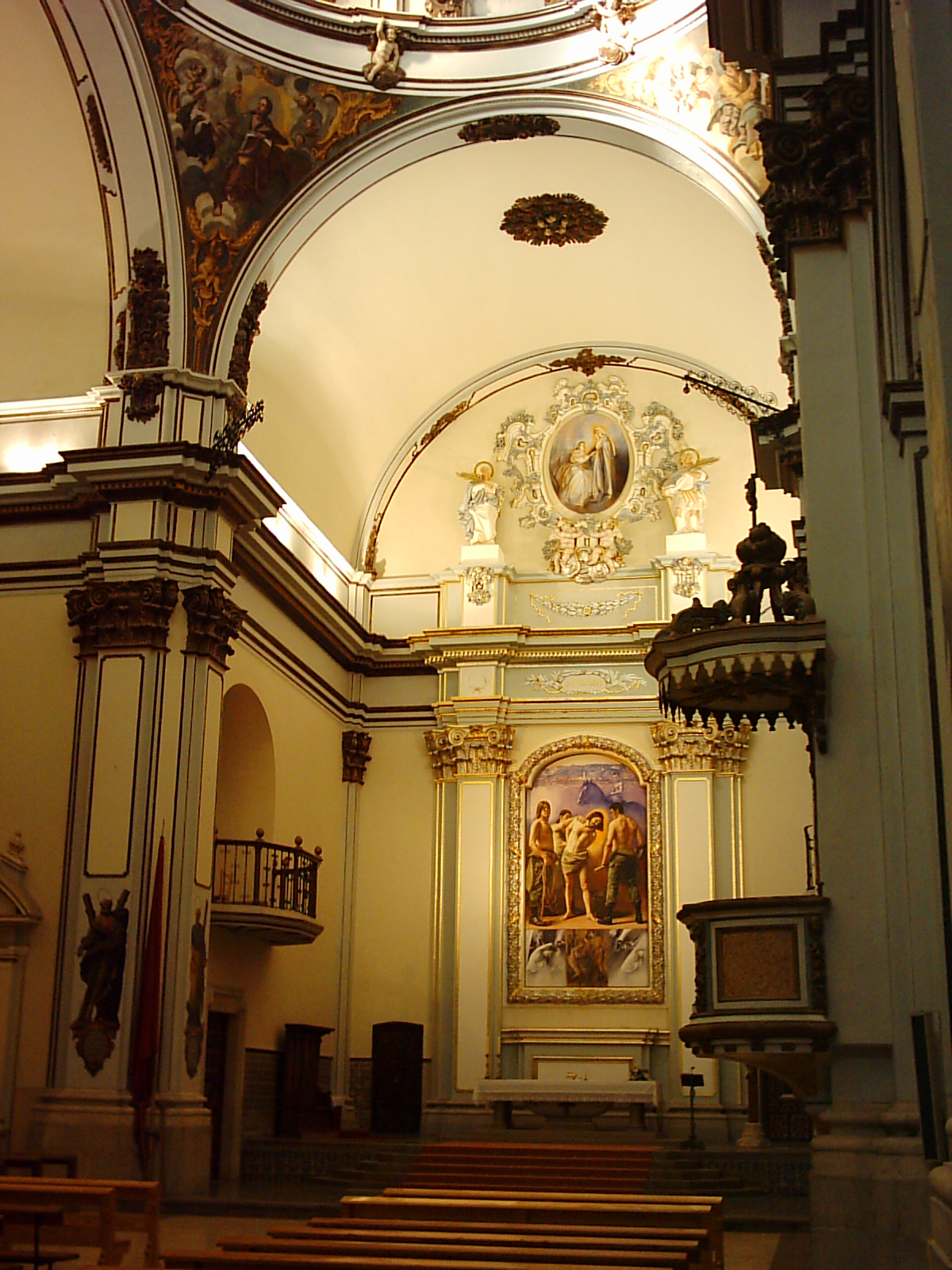
Intérieur de l'église de San Juan Bautista.

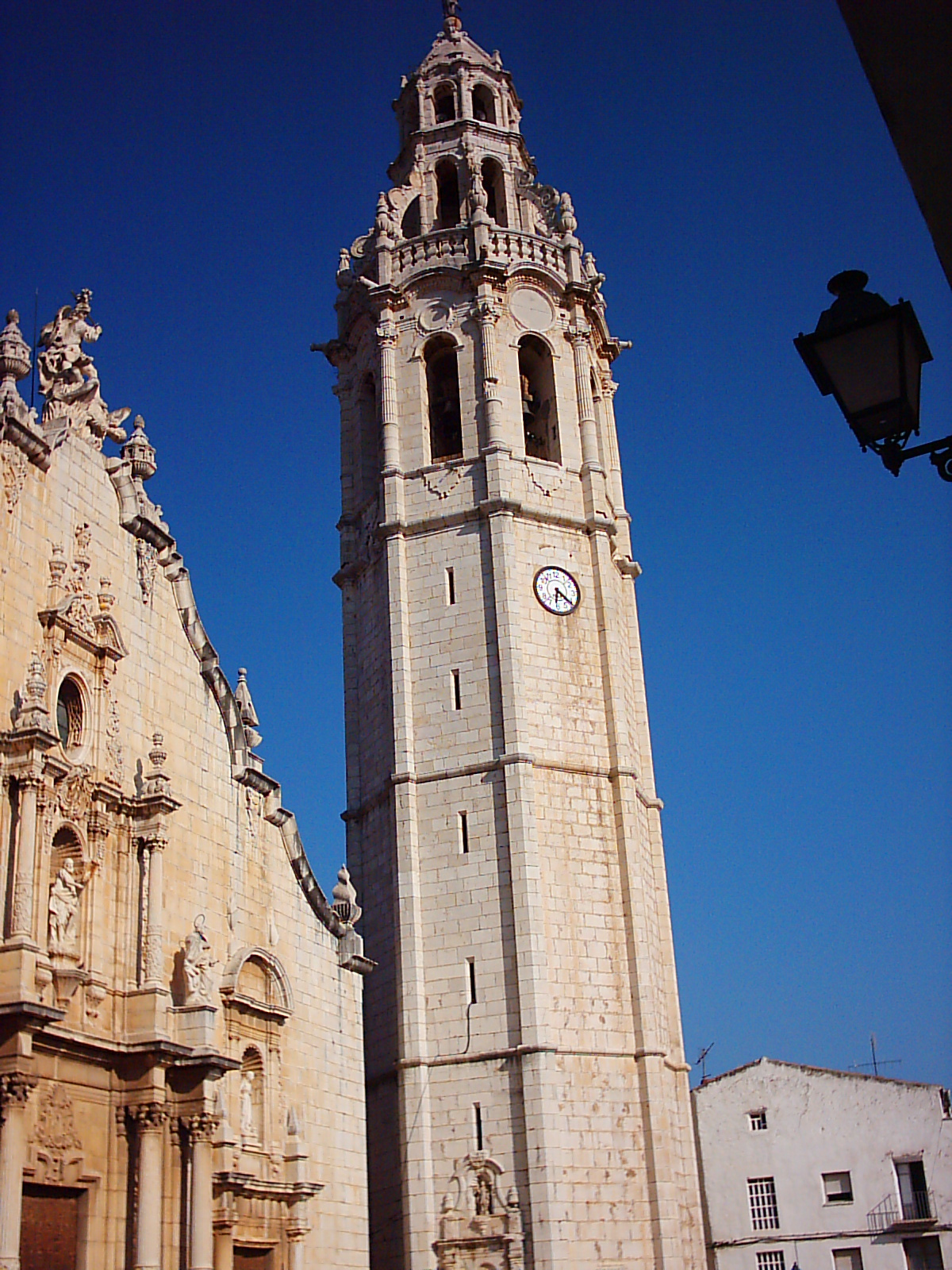
Tour-Clocher de l'église de San Juan Bautista.

L'église paroissiale est un grandiose édifice au style baroque valencien. On posa la première pierre le 14 avril 1736 et elle fut bénie trente ans après. Les plans sont de l'architecte José Herrero; ont travaillé à la construction les maîtres V. Carbó y F. Garrafulla, puis Juan Barceló, qui l'acheva. Elle a un plan en croix latine, avec quatre travées dans la nef centrale et des collatéraux, chapelles latérales entre les contreforts; elle est couverte par une voûte en plein cintre et par une svelte coupole sur tambour et pendentifs au-dessus du transept, ainsi que par des coupoles sur les nefs latérales. Dans la première travée s'ouvre la chapelle de la Communion, au plan en croix grecque. La façade possède un portail de type retable baroque avec un couronnement au profil mixtiligne, surmonté de flambeaux et de la  statue monumentale de l'Archange Saint Michel. Correspondant aux nefs s'ouvrent trois portails, les latéraux s'articulent au moyen de colonnes toscanes adossées; le portail central montre une superposition de colonnes libres sur piédestaux.
- Tour-Clocher.

Sur la droite de la monumentale façade de l'église s'élève la Tour-Clocher, "la plus haute du Royaume de Valence". La construction commença le 15 août 1784 et se termina le 14 juin 1803. Elle suit les plans de l'architecte Juan Barceló; après la mort de celui-ci, elle fut achevée par Blas Teruel. L'édifice, entièrement réalisé en pierre de taille, est de plan octogonal dans toute sa hauteur; son fût est articulé par des contreforts sur les côtés et des cordons horizontaux; à la base, trois marches et un portail d'accès élevé, avec la statue de Sta. Bárbara. L'accès à l'étage des cloches se fait par un escalier en colimaçon, et par un autre escalier, on arrive aux dépendances supérieures. Le campanile s'ouvre sur chaque face par des arcades allongées en plein cintre. Dressé sur des piliers allongés, se dresse le dernier étage. Le couronnement est constitué par une voûte octogonale lisse et une grande boule au sommet qui sert de base à la statue de San Juan Bautista.
- Chapelle de la Mare de Déu dels Desamparats. Elle a été construite en 1705, en maçonnerie et avec une porte en arc abaissé, au-dessus de laquelle il y a une baie; au-dessus d'une corniche simple, est placée une cloche. Le plan est d'une seul nef, avec quatre travées; la première est couverte par une coupole.

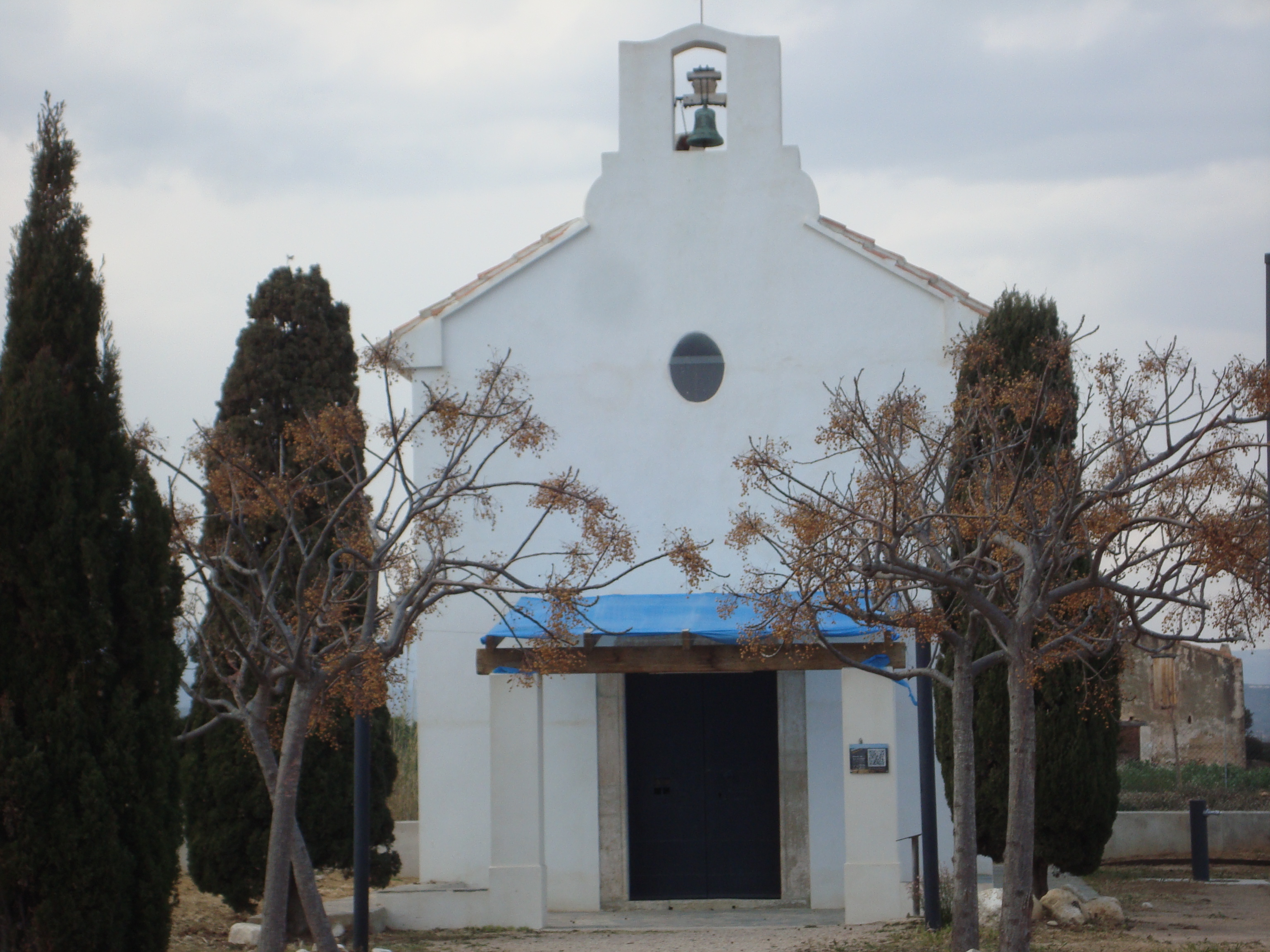
Ermitage de San Antonio de Pádua (Capicorb, Alcalà de Xivert).

- Ermitage de San Antonio de Pádua (Capicorb, Alcalà de Xivert).Chapelle de Sant Antoni.

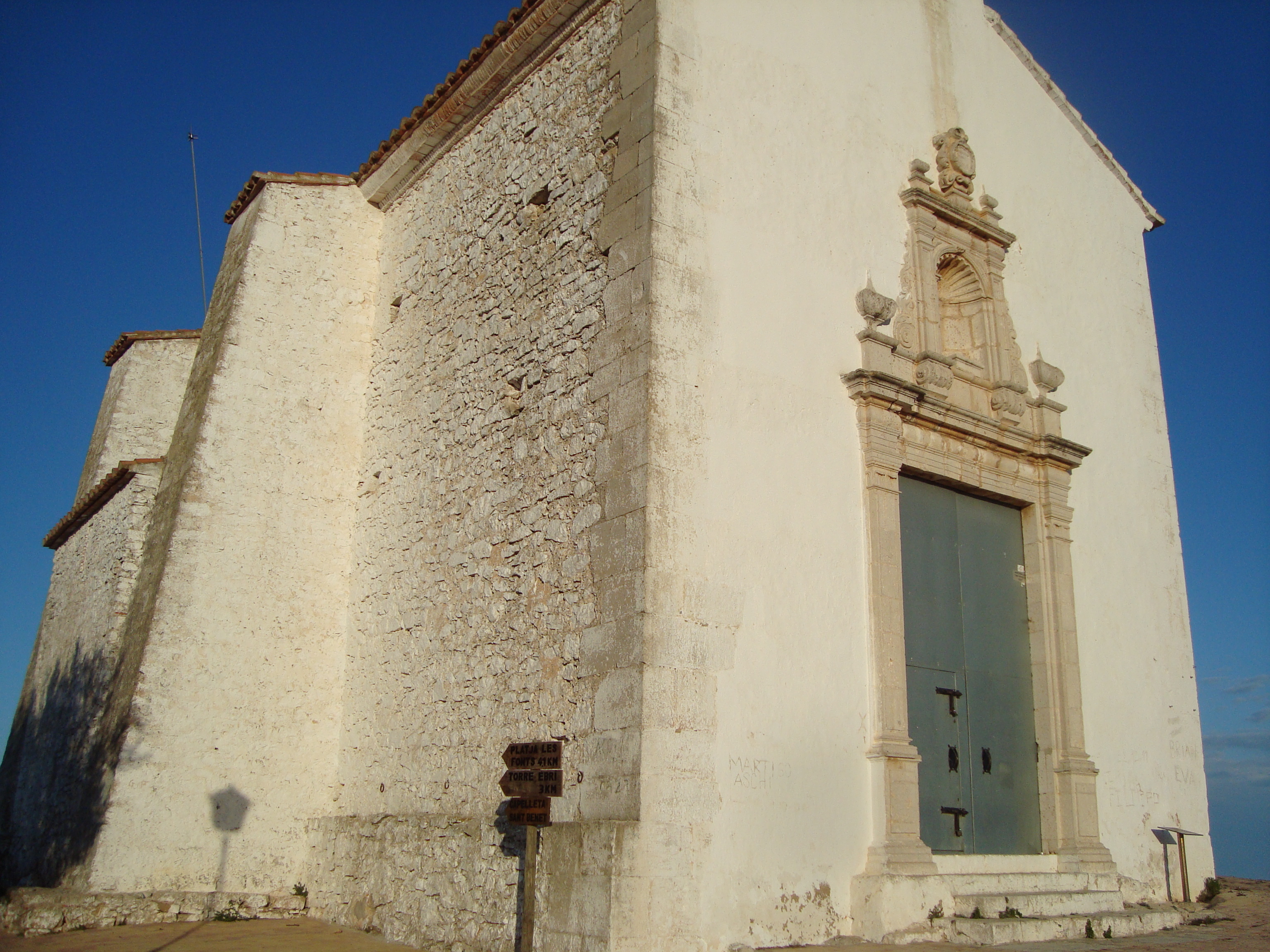
Ermitage de Santa LLúcia i Sant Benet (Alcalà de Xivert).

- Ermitage de Santa LLúcia i Sant Benet (Alcalà de Xivert).Chapelle de Santa Lucía y San Benito.

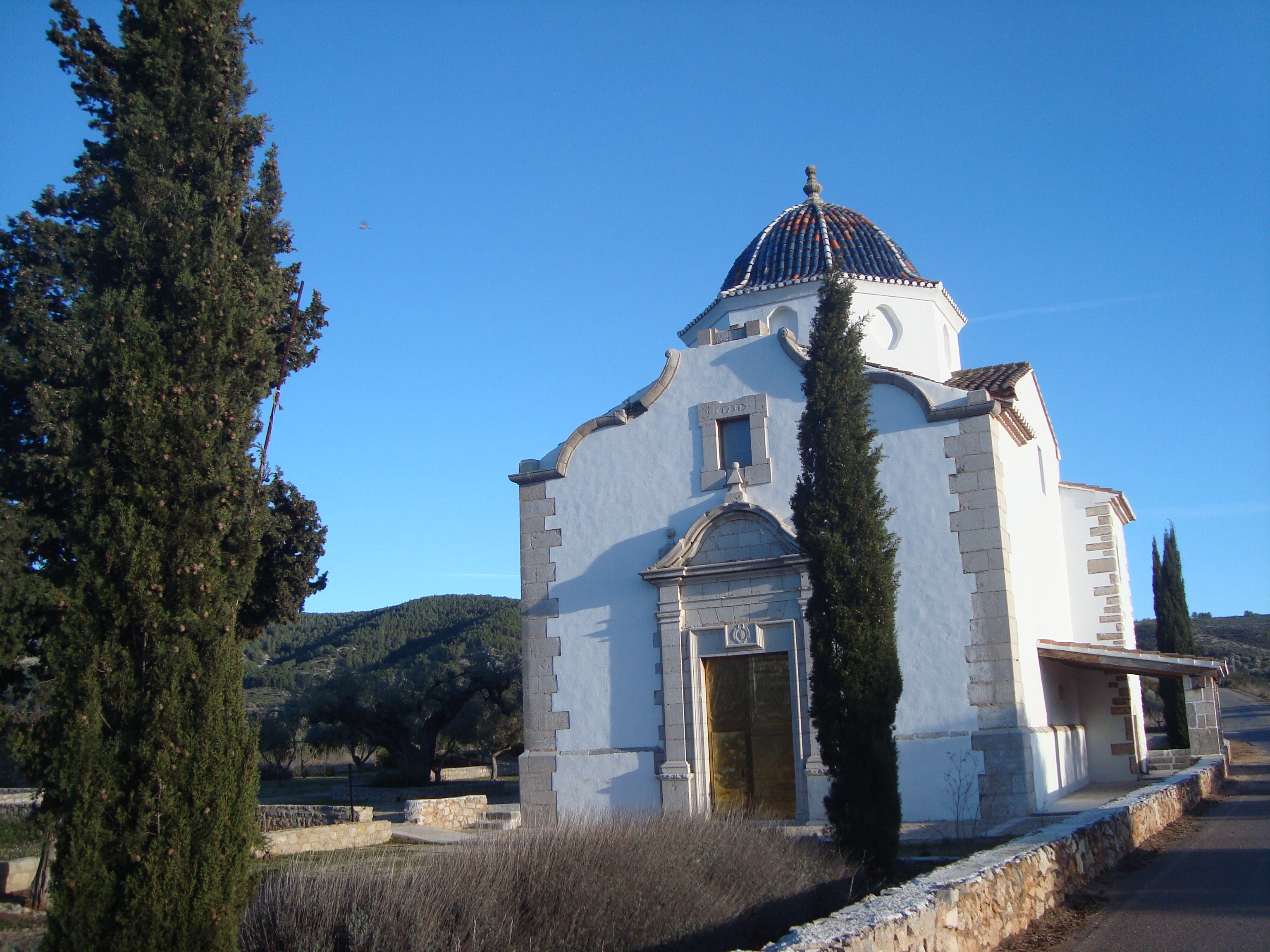
Ermitage del Calvario (Alcalà de Xivert).

- Ermitage del Calvario (Alcalà de Xivert).Chapelle del Calvario.
- Chapelle San Miguel.

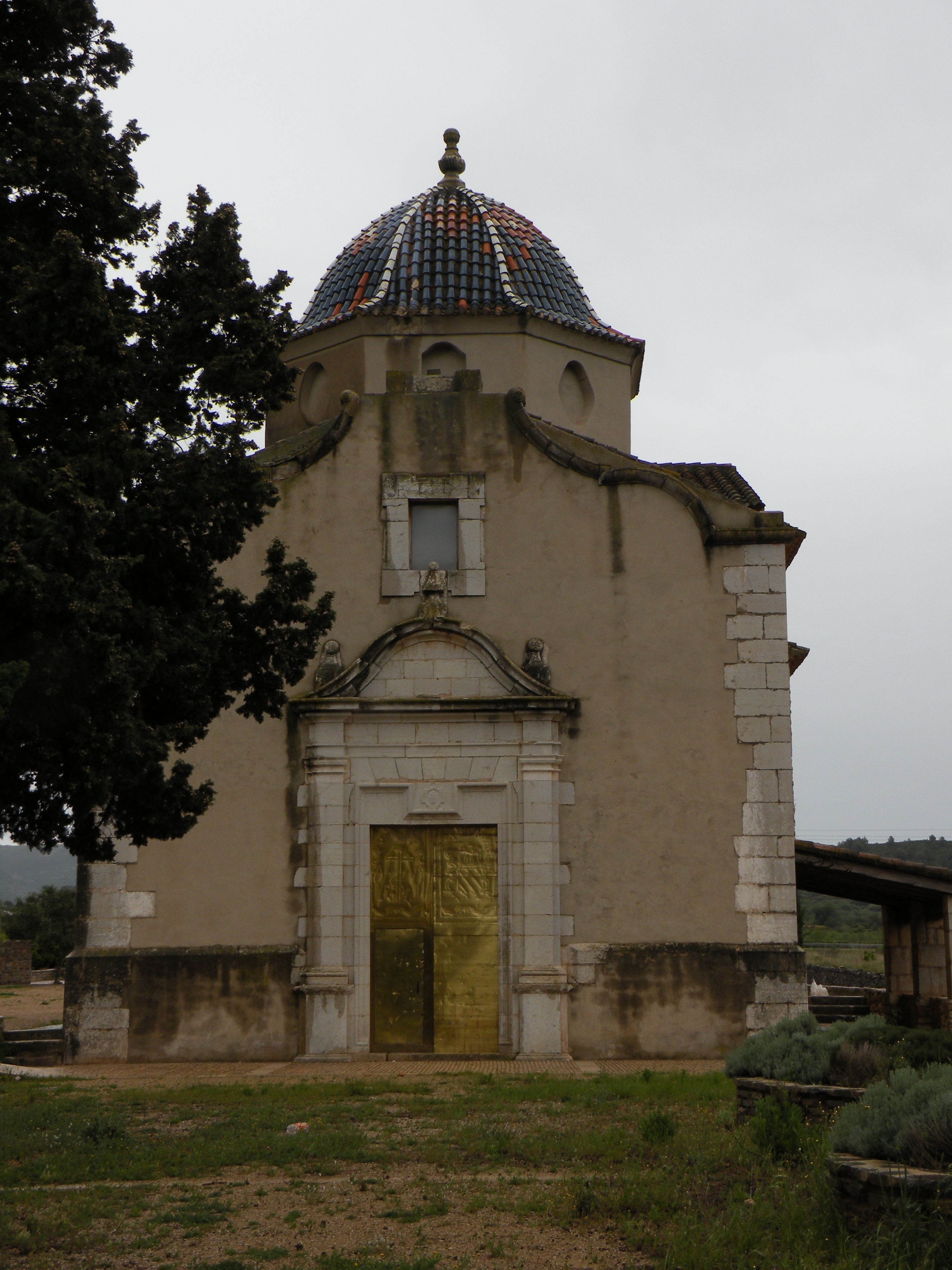
Chapelle del Calvario.
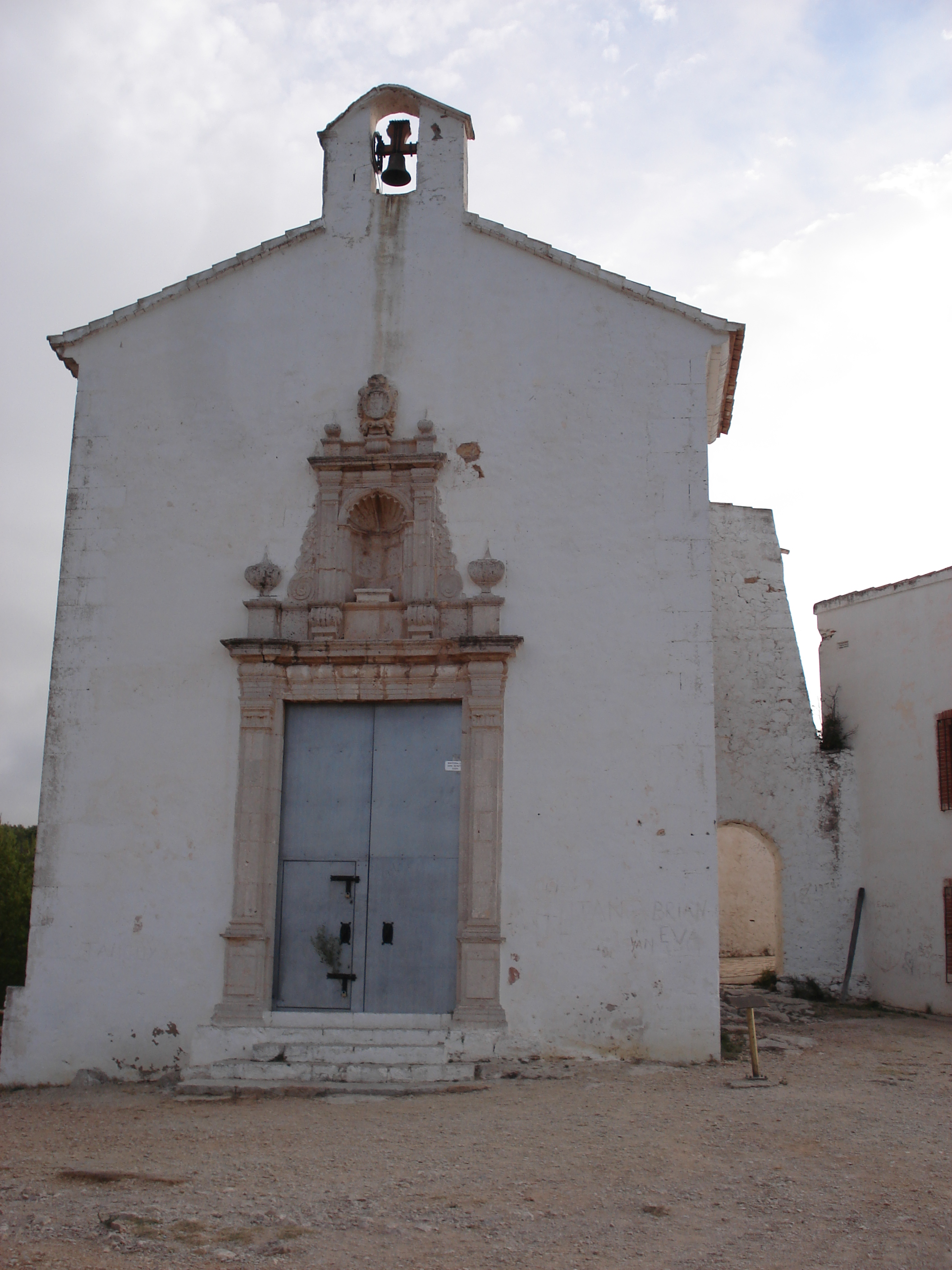
Chapelle de Sant Benet i Santa Llúcia.
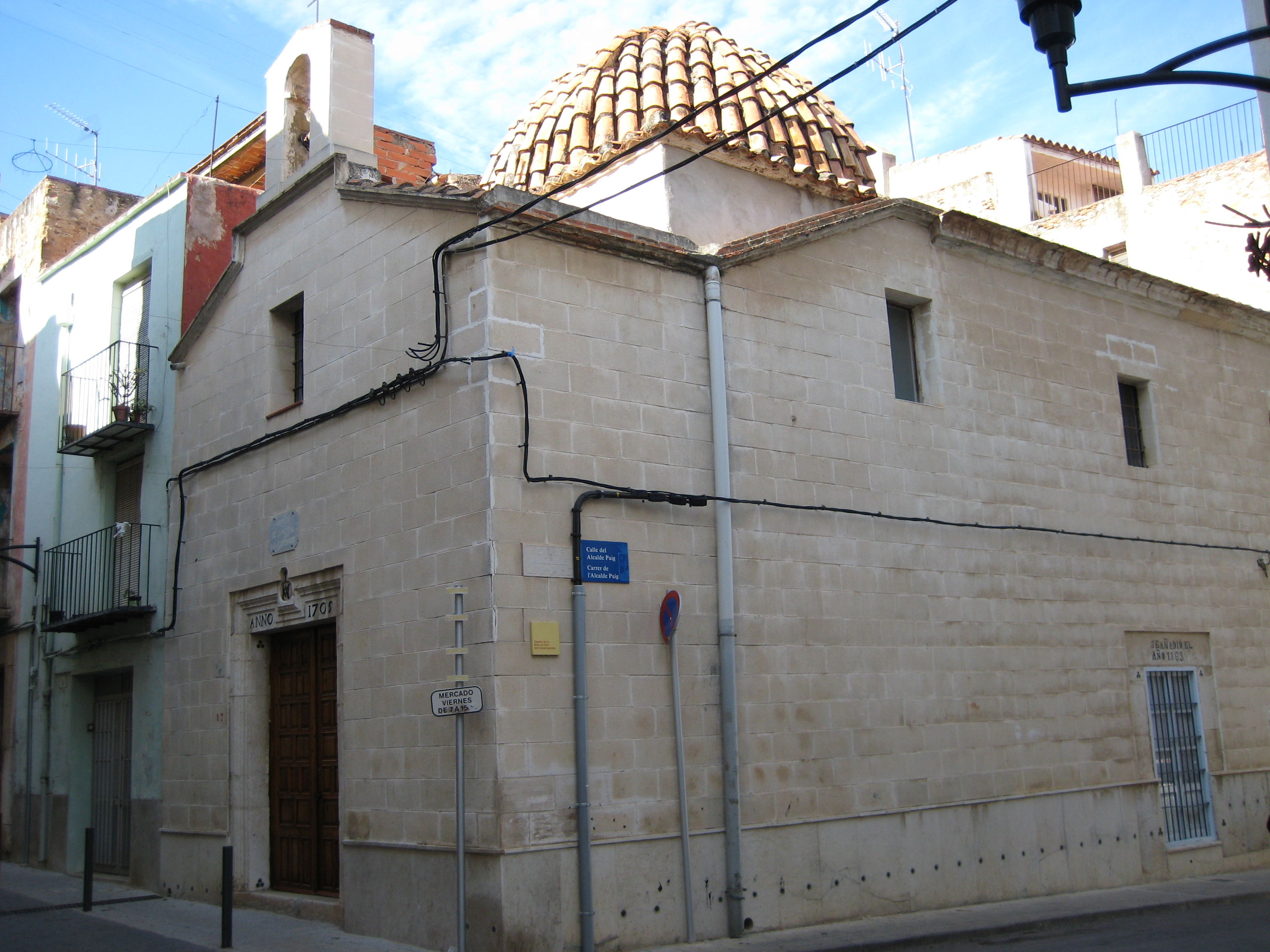
Capilla de la Virgen de los Desamparados.

### Monuments civils

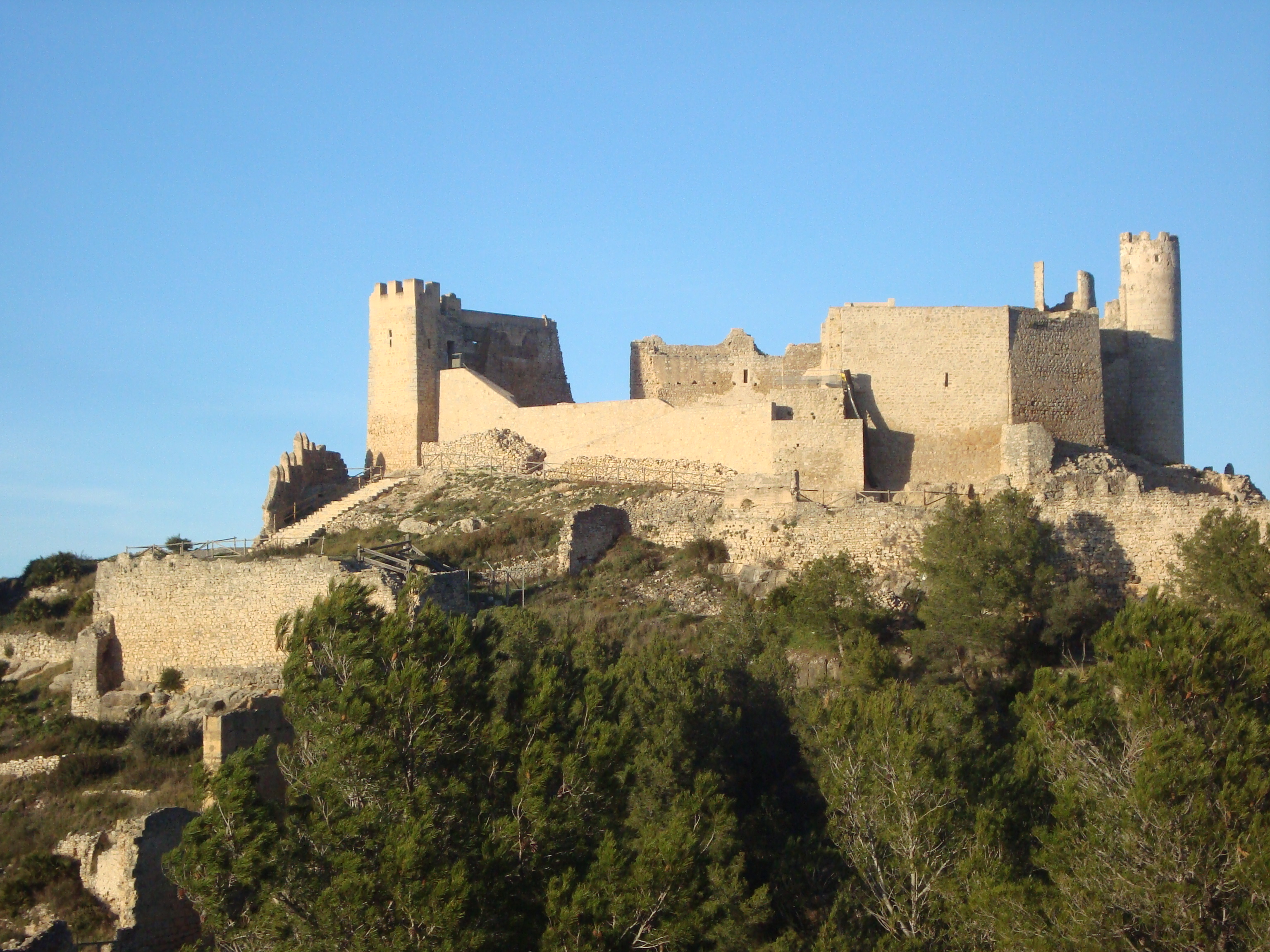
Xivert, un château conquis par les Templiers.

- Xivert, un château conquis par les Templiers.Château de Xivert.
- Casa de la Cultura.
- El Prigó del Rey.
- La Tour de Ebrí.
- La Tour de Capicorb.

### Sites naturels

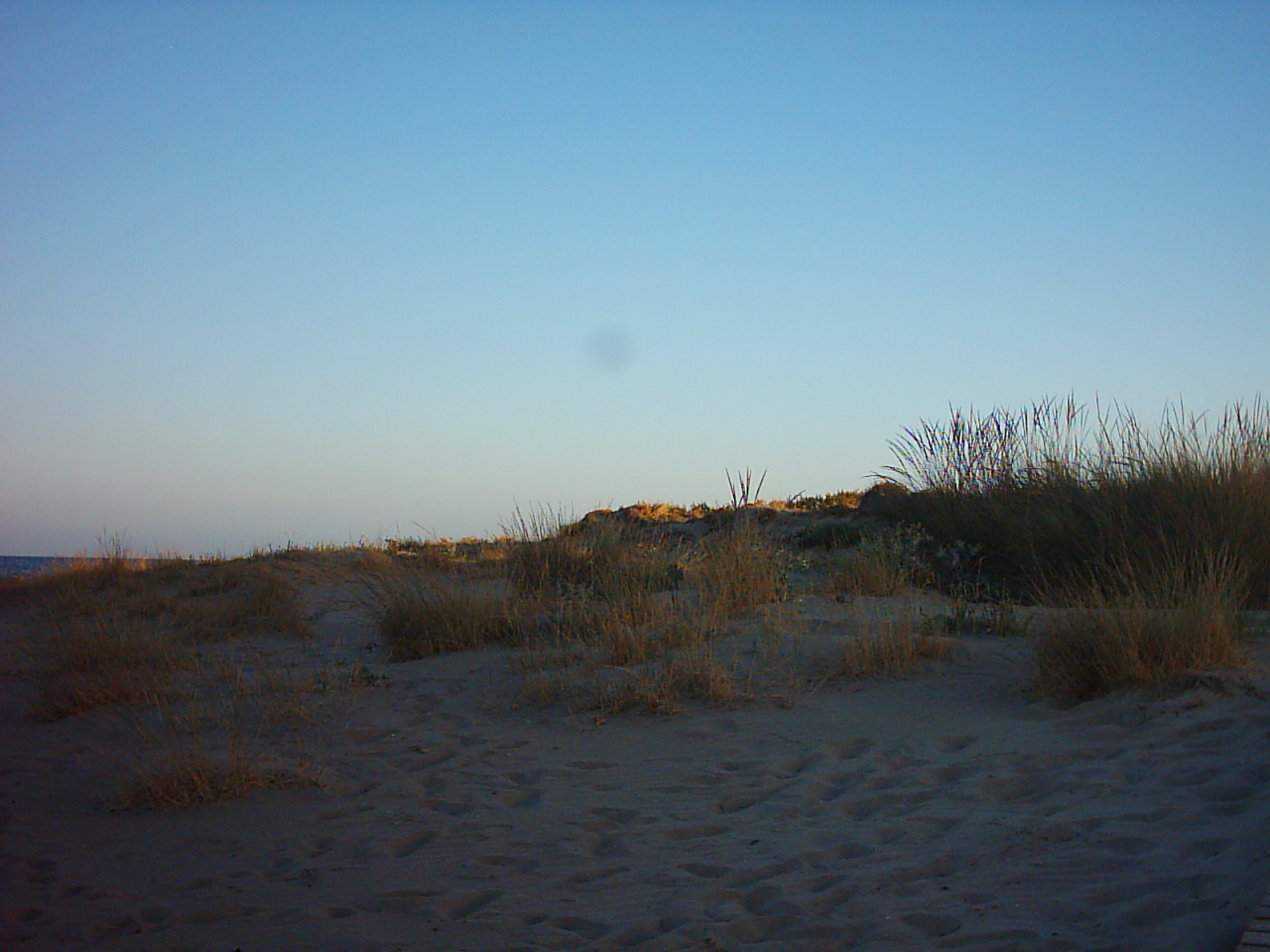
Zone de dunes près de la plage du Carregador.

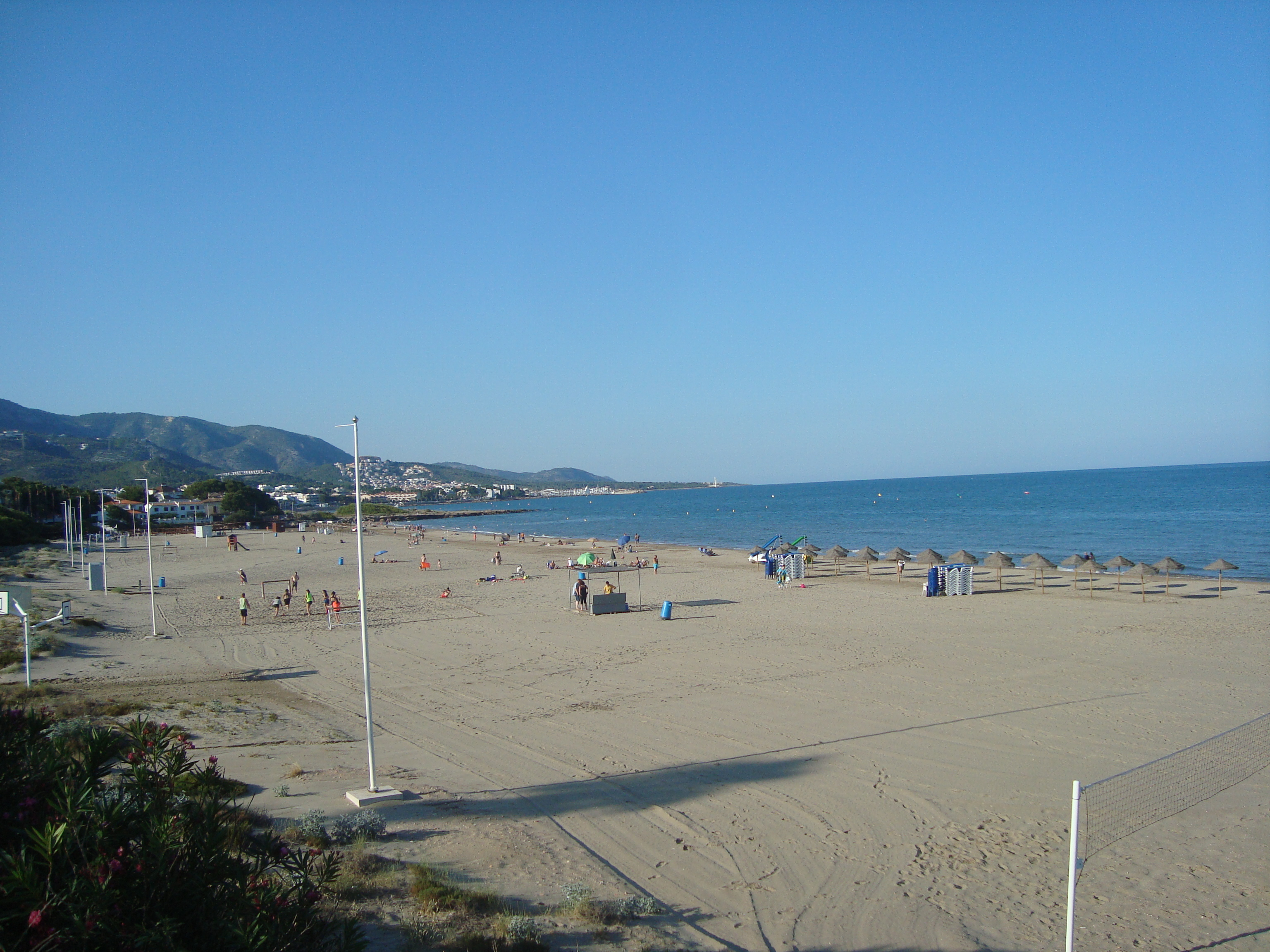
Playa Romana.

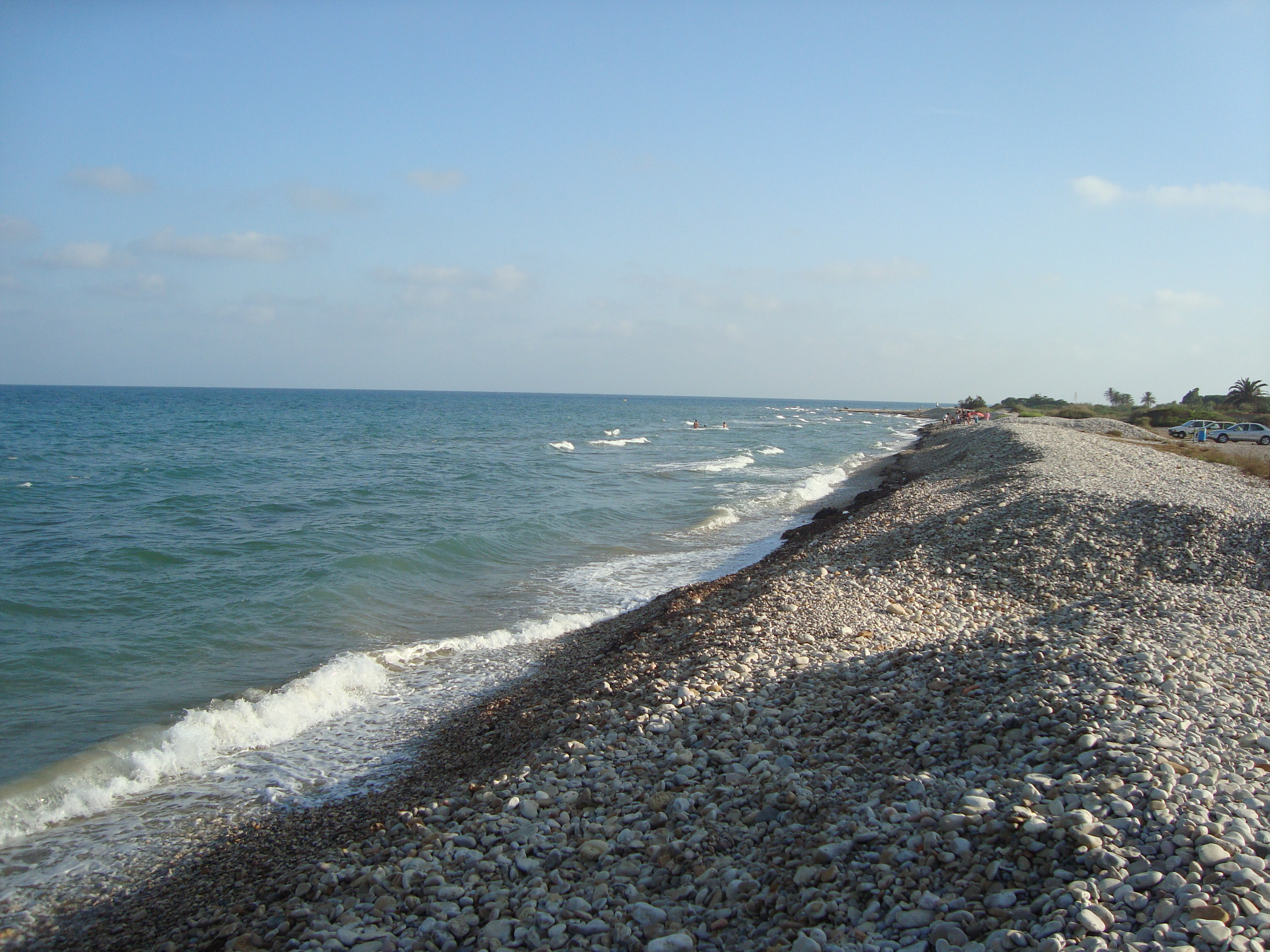
Playa Serradal.

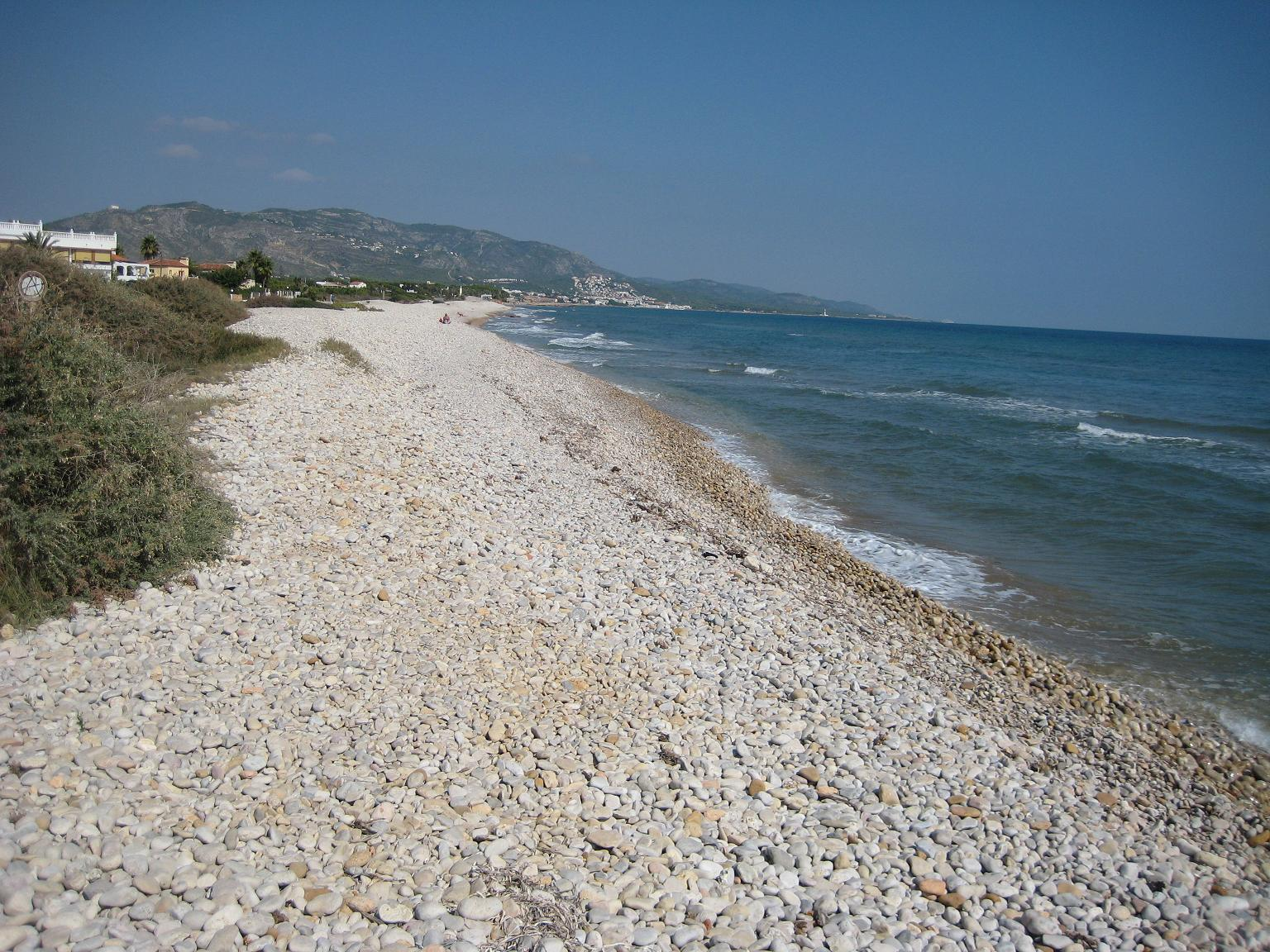
Plage del Serradal.

- Las Dunas.
- L'Estany.
- Sierra de Irta.
- Plage de les Fonts.
- Plage del Carregador.
- Playa Romana.Plage Romana.
- Playa Serradal.Plage del Serradal.Tres Platges.
- Playa del Moro.
- Playa Tropicana, ou de Manyetes.

## Personnalités liées à la commune
- Manolo Falomir (1930-2005), raseteur, natif d'Alcalà
- José Zaragoza (1627-1679), jésuite, mathématicien et astronome